# Bahnhof Grafing
Bahnhof Grafing vasútállomás Németországban, Grafing településen.

## Vasútvonalak
Az állomást az alábbi vasútvonalak érintik:
- München–Rosenheim-vasútvonal
- Grafing–Wasserburg-vasútvonal
- Grafing–Glonn-vasútvonal

## Kapcsolódó állomások
A vasútállomáshoz az alábbi állomások vannak a legközelebb:
- Grafing Stadt station
- Aßling (Oberbay) station
- Kirchseeon station

## Járatok
| Járat | Útvonal | Gyakoriság                              |
| ----- | --- | --------------------------------------- |
| M     | München – Grafing Bahnhof – Rosenheim – Kufstein | óránként                                |
| M     | München – Grafing Bahnhof – Rosenheim – Traunstein – Freilassing – Salzburg | bizonyos vonatok                        |
| RB    | (München Hbf – München Ost –) Grafing Bahnhof – Ebersberg – Steinhöring – Wasserburg (Inn) Bahnhof | óránként                                |
| S4    | Geltendorf – Türkenfeld – Grafrath – Schöngeising – Buchenau – Fürstenfeldbruck – Eichenau – Puchheim – Aubing – Leienfelsstraße – Pasing – Laim – Hirschgarten – Donnersbergerbrücke – Bahnhof Hackerbrücke – Hauptbahnhof – Karlsplatz (Stachus) – Marienplatz – Isartor – Rosenheimer Platz – Ostbahnhof – Leuchtenbergring – Berg am Laim – Trudering – Gronsdorf – Haar – Vaterstetten – Baldham – Zorneding – Eglharting – Kirchseeon – Grafing – Grafing Stadt – Ebersberg    | 20 percenként                           |
| S6    | Tutzing – Feldafing – Possenhofen – Starnberg – Starnberg Nord – Gauting – Stockdorf – Planegg – Gräfelfing – Lochham – Westkreuz – Pasing – Laim – Hirschgarten – Donnersbergerbrücke – Bahnhof Hackerbrücke – Hauptbahnhof – Karlsplatz (Stachus) – Marienplatz – Isartor – Rosenheimer Platz – Ostbahnhof (– Leuchtenbergring – Berg am Laim – Trudering – Gronsdorf – Haar – Vaterstetten – Baldham – Zorneding – Eglharting – Kirchseeon – Grafing – Grafing Stadt – Ebersberg) | 20–60 percenként (csúcsidőben sűrűbben) |